# Luis Hierro Gambardella
Luis Hierro Gambardella, né à Treinta y Tres en 1915 et mort à Montevideo le 17 juillet 1991, était un écrivain et homme politique uruguayen. 

## Biographie
Né à Treinta y Tres, en Uruguay, il a vécu à Montevideo, la capitale du pays.
Il était un représentant et sénateur, avant le coup d'État de 1973. Il a également été ministre de l'Éducation et de la Culture en 1967, et l'ambassadeur de l'Uruguay en Espagne jusqu'en 1990.
Il était un membre du Parti Colorado (de droite). Son fils, Luis Hierro López, était le vice-président de l'Uruguay entre 2000 et 2005.

## Œuvres
- Desnuda voz (poésie, 1947)
- Evocación de las antiguas virtudes de Treinta y Tres (1953)
- República Democrática Alemana (1965)
- Pablo: anti-Pablo : 40 poemas anti-poéticos ; poesía (1970)
- El sórdido clamor y otros relatos (1974)
- Parábolas (1978)
- El viento y la siembra (1981)
- La luz no sabe que ilumina (1991)